# Melanella salvadori
Melanella salvadori is een slakkensoort uit de familie van de Eulimidae. De wetenschappelijke naam van de soort is voor het eerst geldig gepubliceerd in 1987 door Castellanos, Rolán & Bartolotta.